# غيلبرت جي. كولير
غيلبرت جي. كولير (بالإنجليزية: Gilbert G. Collier)‏ هو جندي أمريكي، ولد في 30 ديسمبر 1930 في هانتر في الولايات المتحدة، وتوفي في 20 يوليو 1953 في كوريا في ممالك كوريا الثلاث.